# رومانس أوف ذا ثري كينغدومز 13
رومانس أوف ذا ثري كينغدومز 13 (بالإنجليزية: Romance of the Three Kingdoms XIII)‏ ، يسمى في النسخة اليابانية (باليابانية: 三國志13) وتعني سينغوكوشي 13 ، هي لعبة فيديو إلكترونية من نوع الحروب الإستراتيجية ، صدرت بتاريخ 28 من شهر يناير سنة 2016م، وسيصدرها في شهر يوليو في المتاجر الأوروبية والأمريكية.

## ميزات اللعبة
بعد أن غابت عن الإصدارات بما يزيد عن 8 سنوات، قدمت اللعبة تروي الفصل الجديد للممالك الصينية الثلاث والتي تقع في القرن الثانية الميلادية، ويوفر اللعبة 700 شخصية تاريخية.

## الإستقبال
صنفت اللعبة في المرتبة 36 من أصل 40 من قبل مجلة فاميتسو اليابانية، وذلك في اليوم التاسع من شهر يناير 2016م قبل نزول اللعبة في الأسواق اليابانية بتاريخ 28 من نفس الشهر.